# Stanley Cowell
Stanley Cowell (Toledo (Ohio), 5 mei 1941 – Dover, 17 december 2020) was een Amerikaans jazzmusicus (piano en keyboard). Hij maakte hardbop, bop en free jazz.
De zus van Cowell leerde hem pianospelen toen hij vijf jaar oud was.
Hij studeerde aan het Oberlin Conservatory of Music en speelde daar met onder anderen Roland Kirk. In 1966 verhuisde Cowell naar New York. Van 1966 tot 1967 speelde hij met Marion Brown en van 1967 tot 1979 met Max Roach, Stan Getz, Harold Land en met het kwartet van Bobby Hutcherson. Begin jaren zeventig richtte hij het Quartett Music Inc., het platenlabel Strata-East Records (met trompettist Charles Tolliver in 1971) en de organisatie Collective Black Artists Inc. op.
In de periode 1974-1983 speelde Cowell bij The Heath Brothers, met Tootie, Percy en Jimmy Heath. Van 1981 tot 1999 werkte hij als buitengewoon hoogleraar aan het Lehman College, waar hij muziekgeschiedenis, improvisatie- en compositieleer onderwees. In 1988 en 1989 onderwees hij tevens jazzpiano aan het New England Conservatory en hij heeft daarnaast les gegeven aan de Mason Gross School of the Arts en de Rutgers University. Hij nam af en toe albums op, waaronder met Joe Chambers en Steve Coleman. 
In 1991 schreef Cowell een ode aan Art Tatum, die hem in het begin van zijn carrière beïnvloedde.
Hij overleed op 79-jarige leeftijd in het Bayhealth Hospital in Dover.

## Discografie

### Als bandleider
- Blues for the Viet Cong (1969, Freedom Records)
- Brilliant Circles (1969, Freedom Records)
- Musa: Ancestral Streams (1974, Strata-East Records)
- Regeneration (1975, Strata-East Records)
- Waiting For the Moment (1977, Strata-East Records en Galaxy Records)
- Equipoise (1978, Galaxy Records)
- Talkin' 'bout Love (1978, Galaxy Records)
- New World (1981, Galaxy Records)
- Illusion Suite (1972, ECM Records)
- Live at Cafe Des Copains (1985)
- We Three (1987, DIW Records)
- Sienna (1989, SteepleChase Records)
- Back to the Beautiful (1989, Concord Jazz)
- Close to You Alone (1990, DIW Records)
- Live at Maybeck Recital Hall, Vol. 5 (1990, Concord Jazz)
- Angel Eyes (1993, SteepleChase)
- Departure 2 (1994, SteepleChase)
- Games (1994, SteepleChase)
- Setup (1995, SteepleChase)
- Bright Passion (1995, SteepleChase)
- Mandara Blossoms (1995, SteepleChase)
- Live (1995, SteepleChase)
- Hear Me One (1997, SteepleChase)
- Dancers in Love (1999)

### Als begeleidend musicus
met Marion Brown
- Why Not? (1966)
- Three for Shepp (1966)

met The Heath Brothers
- Marchin' On (1975)

met Johnny Griffin
- Birds and Ballads (1978)

met Bobby Hutcherson
- Patterns (1968)
- Medina (1969)
- Now! (1969)

met Art Pepper
- Art Pepper Today (1978)
- Winter Moon (1980)
- One September Afternoon (1980)

- Bibliothèque nationale de France: cb13892810t (data)
- Gemeinsame Normdatei: 134655648
- International Standard Name Identifier: 0000 0000 8160 7496
- Library of Congress Control Number: n81149292
- MusicBrainz: a569ac3b-f21b-4773-84a6-f180a2b2aaf0
- Nationale Bibliotheek van Tsjechië: ola2002157985
- Nationale Bibliotheek van Israël: 987007325127005171
- Nederlandse Thesaurus van Auteursnamen: 097029173
- Istituto Centrale per il Catalogo Unico: LO1V263926
- SNAC: w6029r8m
- Système universitaire de documentation: 15665962X
- Virtual International Authority File: 84970497
- WorldCat: E39PBJpV4TMGq9x8fFX7tV7yh3